# Naïade (1904)
Pour les articles homonymes, voir Naïade (homonymie).
La Naïade  (numéro de coque Q15) était un des premiers sous-marin construits pour la marine française au début du XXe siècle. Le sous-marin était du type Romazzotti, et le navire de tête de sa classe. La Naïade est restée en service jusqu’à la veille du déclenchement de la Première Guerre mondiale.

## Conception
La Naïade a été commandée par la Marine nationale française dans le cadre de son programme de construction de 1900, le navire de tête d’une classe de vingt sous-marins. Elle a été conçue par Gaston Romazzotti, un des premiers ingénieurs sous-marins français et le directeur de l’arsenal de Cherbourg. La Naïade est construite à Cherbourg et lancée le 20 février 1904. Elle était à simple coque, à double propulsion, et construite en bronze Roma, un alliage de cuivre conçu par Romazotti. La Naïade a été nommé d’après les Naïades, les esprits de l’eau de la mythologie grecque. Elle et était le dernier d’une lignée de navires de guerre français de ce nom.

## Historique
La Naïade entra en service au début de 1907 et fut employée à des tâches côtières, gardant des ports et des havres. Elle et ses sister-ships étaient dépassées au cours de la décennie suivante, et elle a été radiée en mai 1914.